# فيرونيكا
فيرونيكا (بالرومانية: Veronica Alexandra Tecaru)‏ هي مغنية رومانية، ولدت في 14 يناير 1984 في غالاتس في رومانيا.